# Palandöken Dağı
Der Palandöken (türkisch Palandöken Dağı) ist ein Berg in der Provinz Erzurum in der Osttürkei. 
Der Palandöken liegt 10 km südlich der Stadt Erzurum, die selbst auf einer Höhe von 1950 m liegt. Er erstreckt sich in west-östlicher Richtung.

## Tourismus
Auf dem Weg von Erzurum zum Gipfel befindet sich bei Başköy auf 2100 m Höhe ein Wintersportgebiet. Die Skipiste ist die längste der Türkei, und der Palandöken gehört neben dem Uludağ in Bursa zu den landesweit bekanntesten Skigebieten. Auf dem Berg befinden sich vier Hotels.
2011 wurde am Palandöken die Universiade ausgetragen.